# Нефелин
Нефелин је минерал из групе алуминосиликата са молекулском формулом KNa3(AlSiO4)4. Настаје из киселих магми у позамаклој фази њене диференцијације када генерално кисела магма оскудује силикатним садржајем и није у стању да изроди фелдспатне минерале, већ гради фелдспатоиде (алумосиликате са смањеним садржајем силикатне компоненте). У таквим условима уместо албита кристалише нефелин, или уместо ортокласа — леуцит. Користи се у индустрији стакла и у јувелирству.